# Joel Julio
Joel Jalil Julio Mejia (Monteira, 18 gennaio 1985) è un pugile colombiano.
Ha un record attuale di 35-3 (31 KO).

## Carriera
Julio ha debuttato nel mondo dei professionisti il 18 maggio 2001 a 16 anni, contro Jorge Perez. I suoi primi 14 incontri si sono svolti tutti in Colombia e li ha vinti tutti per KOT o KO.
Il primo pugile ad essere riuscito a resistere ai suoi letali colpi fino al termine dell'incontro è stato Lino Perez Jr. (11-2-1). L'incontro è terminato ai punti dopo 10 round con la sconfitta di quest'ultimo. In seguito inizia nuovamente una nuova serie di vittorie per KO o KOT, arrivata sino al 24 giugno 2006. Nell'occasione Joel ha affrontato Carlos Quintana. Il match era valido per le corone regionali WBC e WBO Latino dei pesi welters. Julio era entrato nel ring con un record di 27-0 (26 KO). Tuttavia la striscia di successi consecutivi di Julio si è dovuta interrompere qui, in quanto il verdetto finale della gara lo ha dichiarato sconfitto ai punti.
Archiviata la prima sconfitta subita in carriera Joel ha riassaporato la vittoria nei 7 match successivi (5 trionfi per KO). Il 1º novembre 2008 Julio (34-1, 31 KO) ha affrontato l'imbattuto Sergiy Dzinziruk (35-0) al Koenig Pilsener Arena di Oberhausen, Germania. Julio è stato dichiarato sconfitto per verdetto unanime dopo 12 riprese: 112-116, 112-116 e 111-117 secondo i tre giudici di gara. Anche il match successivo è stato sfortunato per il pugile colombiano. Il 7 marzo 2009 ha sfidato l'imbattuto James Kirkland (24-0, 21 KO) al The Tank di San Jose. L'atleta sudamericano si è arreso per KOT poco prima dell'inizio della 6ª ripresa, portando così il suo record a 34-3.